# Schmale Straße 51 (Quedlinburg)

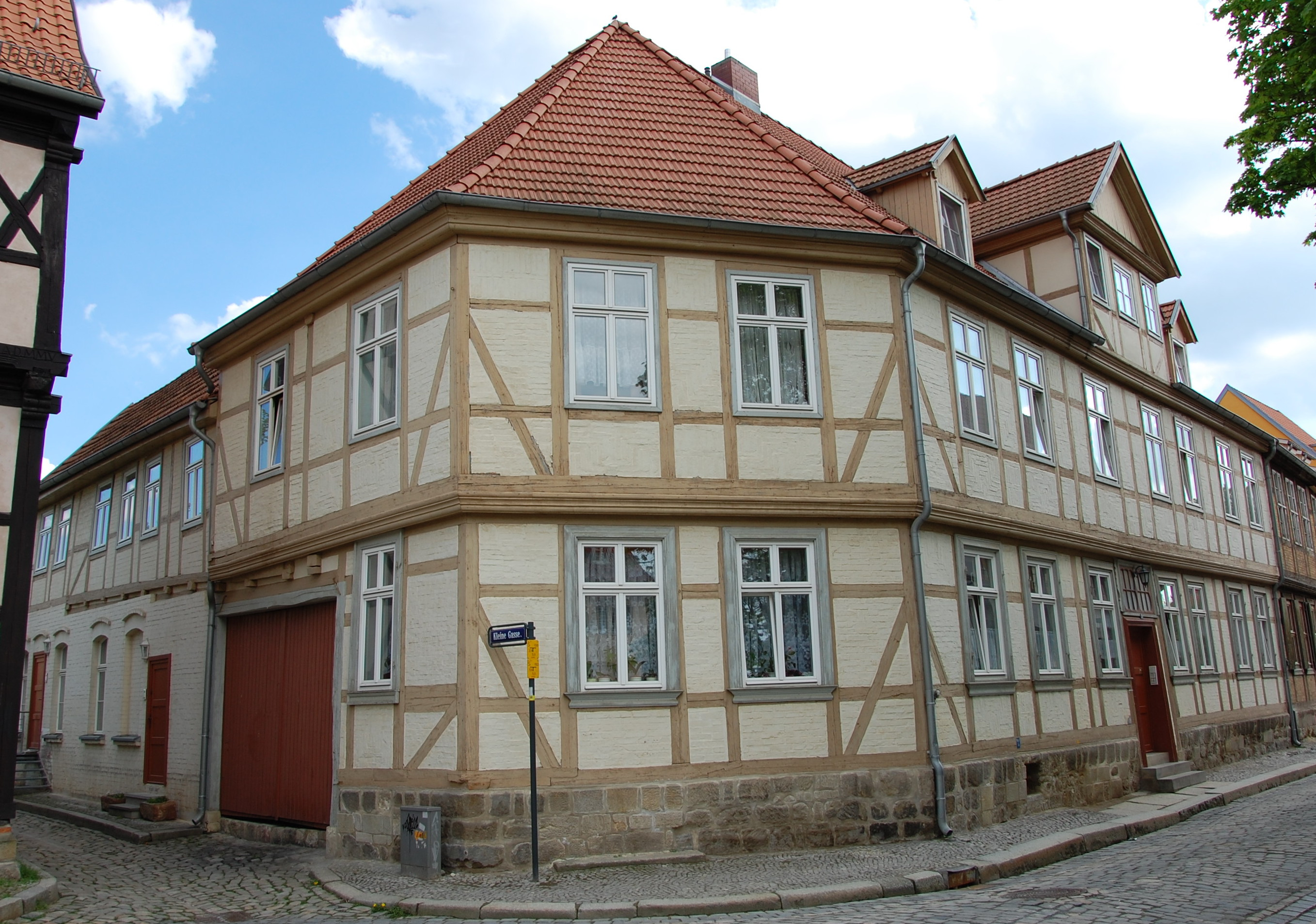
Haus Schmale Straße 51

Das Haus Schmale Straße 51 ist ein denkmalgeschütztes Gebäude in der Stadt Quedlinburg in Sachsen-Anhalt.

## Lage
Es befindet sich im nördlichen Teil der historischen Quedlinburger Altstadt auf der Ostseite der Schmalen Straße an der Einmündung der Kleinen Gasse. Das zum UNESCO-Weltkulturerbe gehörende Gebäude ist im Quedlinburger Denkmalverzeichnis als Kaufmannshaus eingetragen. Südlich grenzt das gleichfalls denkmalgeschützte Haus Schmale Straße 52 an.

## Architektur und Geschichte
Das zweigeschossige, spätbarocke Fachwerkhaus entstand in seinem Kern um 1680. Aus dieser Zeit sind insbesondere auf der Hofseite Teile erhalten. Im Jahr 1777 erfolgte ein weitgehender Umbau des Gebäudes. Eine Inschrift nimmt hierauf Bezug. Zur Schmalen Straße hin besteht ein Zwerchhaus mit Ladeluke. An der Stockschwelle befindet sich eine Inschrift. Die Gefache sind mit Zierausmauerungen versehen.